# Wladimir Saruchanian
Wladimir Saruchanian (orm. Վլադիմիր Սարուխանյան; ros. Владимир Саруханян, Władimir Saruchanian; ur. 16 sierpnia 1989) – ormiański bokser, brązowy medalista Mistrzostw Europy z roku 2011. Mieszka na stałe w Rosji, posiada również rosyjskie obywatelstwo.

## Kariera
W czerwcu 2005 reprezentował Rosję na 10. Mistrzostwach Europy Kadetów w Siófoku. W eliminacjach kategorii junior muszej pokonał przed czasem reprezentanta Danii Denisha Ceylona. Ćwierćfinałowy pojedynek również zwyciężył przed czasem, a jego rywalem był Rumun George Cristea. W półfinale pokonał na punkty (32:13) Węgra Jánosa Mihály'ego, awansując do finału. W finale reprezentant Rosji pokonał przed czasem Anglika Michaela Maguire'a, zdobywając złoty medal.
W październiku 2005 reprezentował Rosję na 4. Mistrzostwach Świata Kadetów w Liverpoolu. Rywalizację w kategorii koguciej rozpoczął od pokonania w eliminacjach reprezentanta gospodarzy Sida Winsona, zwyciężając przed czasem w pierwszej rundzie. W walce ćwierćfinałowej pokonał na punkty Hylona Williamsa, wygrywając minimalną przewagą punktową (21:20). W półfinale pokonał reprezentanta Azerbejdżanu İsməta Eynullayeva, wyrywając przed czasem w drugiej rundzie. W finale pokonał wyraźnie na punkty Uzbeka Rustama Mustanova, zdobywając złoty medal.
W sierpniu 2006 reprezentował Rosję na 5. Mistrzostwach Świata Kadetów w Stambule. W pierwszym pojedynku na mistrzostwach pokonał na punkty (32:19) reprezentanta Stanów Zjednoczonych Roberto Marroquina. W ćwierćfinale pokonał przed czasem reprezentanta Białorusi Kiryła Relicha. W półfinale wyeliminował reprezentanta Turcji Yakupa Şenera, wygrywając z nim przed czasem. W walce o złoty medal w kategorii koguciej pokonał na punkty faworyta turnieju Yasniera Toledo, wygrywając 36:28.
W czerwcu 2011 zdobył brązowy medal na Mistrzostwach Europy w Ankarze jako reprezentant Armenii. W 1/8 finału wyeliminował reprezentanta Danii Rashida Kassema, pokonując go na punkty (22:14). W ćwierćfinale pokonał na punkty (22:15) Anglika Martina Warda, zapewniając sobie brązowy medal w kategorii lekkiej. W półfinale pokonał go na punkty reprezentant gospodarzy Fatih Keleş, który wygrał na punkty (28:16).